# Ванесса Радман
Ванесса Радман  (хорв. Vanessa Radman; нар. 1974 р.) — хорватська акторка.

## Біографія
Ванесса Радман народилася в 1974 році в Крижевцях. Під час навчання у середній школі переїхала з батьками і сестрою Машею до німецького міста Вупперталь.
Вона добре відома ролями в серіалах «Звичайні люди» (Obični ljudi), «Гордість Раткаєвих» (хорв. Ponos Ratkajevih) і «Світанок в Дубровнику» (хорв. Zora dubrovačka). Радман також виконала кілька ролей у німецьких фільмах і серіалах.
Добре володіє хорватською та німецькою мовами.
Була одружена з Тімом Панне, розлучилася.

## Фільмографія

### Ролі у фільмах
| Рік  | Назва                                  | Роль            |
| ---- | -------------------------------------- | --------------- |
| 2012 | Маленькі вбивства, Німеччина           | демонстраторка  |
| 2012 | Наречена в снігу, Німеччина            | Габріеле Хаслер |
| 2010 | Макс Шмелінг, Німеччина                | Пані Дамські    |
| 2009 | Любов до дітей, Німеччина              | постачальниця   |
| 2007 | Абсолюція, короткометражний, Німеччина | Лена            |
| 2007 | Копія, Німеччина                       | Джессі          |

### Телевізійні ролі
| Рік       | Назва                                      | Країна    | Роль                    | Примітки                                              |
| --------- | ------------------------------------------ | --------- | ----------------------- | ----------------------------------------------------- |
| 2015      | Заборонене коханняч (Verbotene Liebe)      | Німеччина | Алма Мюллер             | Запрошена зірка                                       |
| 2013      | Світанок в Дубровникуч (Zora dubrovačka)   | Хорватія  | Маріс Менчетіч-Кнего    | Основний склад                                        |
| 2013      | Лейпцигське вбивство (SOKO Leipzig)        | Німеччина | Руслана Садур           | Запрошена зірка                                       |
| 2013      | Сінделічі (Sinđelići)                      | Сербія    | Добрила «Ліла» Синделіч | Основний склад (тільки в пілоті, роль була перезнята) |
| 2011      | Під щасливою зорею (Pod sretnom zvijezdom) | Хорватія  | Сібіла Відич            | Запрошена зірка                                       |
| 2010      | Останній коп" (Der letzte Bulle)           | Німеччина | Ірина Назареф           | Запрошена зірка                                       |
| 2010      | Шосте почуття (Šesto čulo)                 | Сербія    | Луція Скако             | Запрошена зірка                                       |
| 2009      | Танці з зірками (Ples sa zvijezdama)       | Хорватія  | Камео                   | Конкурсантка — знаменитість                           |
| 2008      | Закон кохання (Zakon ljubavi)              | Хорватія  | Мая Лена Нарделлі       | Основний склад                                        |
| 2007-2008 | Гордість Раткаєвих (Ponos Ratkajevih)      | Хорватія  | Елізабет «Ліза» Коен    | Основний склад                                        |
| 2006-2007 | Звичайні люди (Obični ljudi)               | Хорватія  | Vanja Kincl             | Основний склад                                        |
| 2006      | Кельнське вбивство (SOKO Köln)             | Німеччина | Керстін Райтер          | Запрошена зірка                                       |
| 2005      | Випадок для двох (Ein Fall für zwei)       | Німеччина | Боляна                  | Запрошена зірка                                       |
| 2005      | Лейпцигське вбивство (SOKO Leipzig)        | Німеччина | Мартіна Шольц           | Запрошена зірка                                       |
| 2001      | Спецзагін «Кобра 11» — Дорожня поліція     | Німеччина | коханка                 | Запрошена зірка                                       |
| 2001      | Слідчий (Der Fahnder)                      | Німеччина | Елена                   | Запрошена зірка                                       |